# Alexandriai Szent Katalin-templom (Võru)
Az Alexandriai Szent Katalin-templom (észtül: Võru Katariina kirik) Võruban található evangélikus templom, az ország déli részén Võrumaa megyében, Võru községben. A võrui Nagy Katalin-gyülekezet plébániája. Az épületet 1788 és 1793 között építették, barokk építészeti stílusban.

## Története
A templom építésére II. Katalin orosz cárnő 28 000 ezüst rubelt ajándékozott. Az újonnan kijelölt megyeszékhelyen épülő templomot Christoph Haberland tervei alapján építették. Az épület egyetlen hajós, nyugati homlokzatánál áll a templom tornya. Toronysisakja gúla alakú. A főhomlokzatot oszlopdíszítéssel alátámasztott timpanon díszíti, kétoldalt félköríves kőfülkékkel. A templomnak boltíves ablakai, illetve főbejárata van. 
Az épületet 1793. július 24-én szentelték fel Alexandriai Szent Katalin tiszteletére. Az épületet 1879-ben felújították. Tornya ekkor kapott új borítást, valamint a négy toronyórát is ekkor helyezték el az épület tornyában. A templom oltárképe Krisztus szenvedését ábrázolja a kereszten. Az épületet 1997-ben örökségvédelmi oltalom alá helyezték.

## Fordítás
Ez a szócikk részben vagy egészben  a   Võru Katariina kirik című észt Wikipédia-szócikk ezen változatának fordításán alapul.  Az eredeti cikk szerkesztőit annak laptörténete sorolja fel. Ez a jelzés csupán a megfogalmazás eredetét és a szerzői jogokat jelzi, nem szolgál a cikkben szereplő információk forrásmegjelöléseként.